# Cervià de Ter
Cervià de Ter è un comune spagnolo di 662 abitanti situato nella comunità autonoma della Catalogna.